# Chionaema saalmuelleri
Chionaema saalmuelleri är en fjärilsart som beskrevs av Butler 1882. Chionaema saalmuelleri ingår i släktet Chionaema och familjen björnspinnare. Inga underarter finns listade i Catalogue of Life.